# شیرو آزومی
شیرو آزومی (به انگلیسی: Shiro Azumi) بازیکن فوتبال اهل ژاپن و عضو تیم ملی فوتبال ژاپن است که در تاریخ ۲۳ مه ۱۹۲۳ میلادی اولین بازی ملی‌اش را انجام داد. او در ۳ بازی ملی حضور داشت و آخرین بازی ملی خود را در تاریخ ۱۷ مه ۱۹۲۵ میلادی انجام داد. شیرو آزومی در بازی‌های ملی‌اش
گلی به ثمر نرساند.